# Sicistella aridus
Sicistella aridus är en insektsart som beskrevs av Alexander Fyodorovich Emeljanov 1964. Sicistella aridus ingår i släktet Sicistella och familjen dvärgstritar. Inga underarter finns listade i Catalogue of Life.